# 波米利亚诺-达尔科
波米利亚诺-达尔科（義大利語：Pomigliano d'Arco），是意大利坎帕尼亞大區那不勒斯廣域市的一个市镇。总面积11.44平方公里，人口39276人，人口密度3433.2人/平方公里（2009年）。ISTAT代码为063057。

## 友好城市
- 法國 布拉尼亚克